# 渡辺高光
渡辺 高光（わたなべ たかみつ、1932年2月2日 - ）は、日本の元俳優・殺陣師。本名、渡部 高璋。
東京府出身。学習院大学卒業。

## 来歴・人物
日活出身。新東宝などで脇役として活動したのち、1964年にテレビドラマ『戦国群盗伝』で知り合った日本大学の「殺陣同志会」メンバー・きくち英一らと「ジャパン・ファイティング・アクターズ（JFA）」を創設し、俳優・殺陣師として活動する。やがてメンバー間での意見の相違からJFAは解散し、その後は中村プロダクションに所属。芸名を「大沢 萬之价」（おおさわ まんのすけ）に改め、1980年代前半まで多くの映画・テレビドラマに出演していた。
特技は空手（初段）・乗馬。
『宇宙猿人ゴリ』（のちに『スペクトルマン』に改題）で共演した成川哲夫は、渡辺は九州地方の出身であるが、『スペクトルマン』の劇中のような九州訛りはなかったと記している。成川とともに『宇宙猿人ゴリ』で共演した小西まち子は渡辺について「物静かな人という印象がありました」と述懐している。

## 出演

### 映画
- 群衆の中の殺人（1958年、新東宝） - 与太者
- 重臣と青年将校 陸海軍流血史（1958年、新東宝） - 刺客
- 裸女と殺人迷路（1959年、新東宝） - 佐藤刑事
- 女間諜 暁の挑戦（1959年、新東宝） - 富山憲兵軍曹
- 女吸血鬼（1959年、新東宝）
- 決闘 不動坂の大仇討（1959年、新東宝） - 川部哲之助
- 貞操の嵐（1959年、新東宝） - 山野証券の所員
- 隠密変化（1959年、新東宝） - 徳川家光
- 双竜あばれ雲（1959年、新東宝） - 杉丸
- 復讐秘文字峠（1959年、新東宝） - 石井長一郎
- 嵐に立つ王女（1959年、新東宝） - 情報屋
- 静かなり暁の戦場（1959年、新東宝） - 下士官B
- 九十九本目の生娘（1959年、新東宝） - 矢吹勇次郎
- 若君漫遊日本晴れ 善光寺黄金道中（1959年、新東宝）
- 婦系図 湯島に散る花（1959年、新東宝） - 巡査
- 明治大帝と乃木将軍（1959年、新東宝） - 軍人
- 人形佐七捕物帖 裸姫と謎の熊男（1959年、新東宝） - 弥七
- 競艶お役者変化（1960年、新東宝） - 赤間左馬之介
- 爆弾を抱く女怪盗（1960年、新東宝） - 河島高光
- 地下帝国の死刑室（1960年、新東宝） - 竹田
- 肉体の野獣（1960年、新東宝） - 鉄
- 御存知黒田ぶし 決戦黒田城（1960年、新東宝） - 松之助
- 黒い乳房（1960年、新東宝） - 三木
- スパイと貞操（1960年、新東宝） - 中谷
- 怪談 海女幽霊（1960年、新東宝） - 枠大吉
- 拳銃と驀走（1960年、新東宝） - 渡辺
- 地獄（1960年、新東宝）
- 少女妻 恐るべき十六才（1960年、新東宝） - 国松
- 激闘の地平線（1960年、新東宝） - 愚連隊A
- 男の世界だ（1960年、新東宝） - 筆川
- 東海道非常警戒（1960年、新東宝） - 野村
- 地平線がぎらぎらっ（1961年、新東宝） - 看守A
- 東京湾の突風野郎（1961年、新東宝） - 黒田
- 暗黒街の静かな男（1961年、日活） - 他A
- どじょっこの歌（1962年、日活） - 用心棒A
- 嫉妬（1962年、大映） - 小山繁夫
- 俺が裁くんだ（1962年、大映） - 河村
- 悲しみはいつも母に（1962年、大映） - 山田刑事
- 怒濤一万浬（1966年、東宝）
- 007は二度死ぬ（1967年）
- 100発100中 黄金の眼（1968年、東宝） - 部下G
- コント55号 人類の大弱点（1969年、東宝） - 黒田の支配下の若い者B
- 野獣都市（1970年、東宝） - 男
- 喜劇 三億円大作戦（1971年、東宝）
- 3000キロの罠（1971年、東宝） - 男
- ゴジラ対メカゴジラ（1974年、東宝） - 黒沼の部下A[7]
- 野獣死すべし 復讐のメカニック（1974年、東宝）
- 日蓮（1979年、松竹） - 北浦忠吾

### テレビドラマ
- テレビ指定席 / ドブネズミ色の街（1963年、NHK）
- チャンピオン太（1963年、CX）
  - 第19話「呪いの空手打」- 青山
  - 第26話「たくましき前進」- 鬼塚
- 戦国群盗伝（1964年、CX）
- 忍者部隊月光 (CX)
  - 第17話・第18話「こうもり作戦 - 前・後篇 -」（1964年）- ヘンドリック
  - 第62話・第63話「ミリオン・キー作戦 - 前・後篇 -」（1965年）- マキューラ四十五号
  - 第76話・第77話「ブルー・サファイア作戦 - 前・後篇 -」（1965年）- エース
  - 第84話・第85話「マジックドラゴン作戦 - 前・後篇 -」（1965年）- レオ
  - 第115話・第116話「鏡の家作戦 - 前・後篇 -」（1966年）- シャンパー（幻35号）
- 特別機動捜査隊 第210話「ペンフレンド」（1965年、NET）
- 甲州遊侠伝 俺はども安（1965年、CX）
- 丹下左膳（1965年 - 1966年、TBS）- 山口甚三郎
- 土曜日の虎 第4話「0号作戦」（1966年、TBS）
- 泣いてたまるか（TBS）
  - 第9話「おお独身くん!」（1966年）
  - 第36話「まんが人生」（1967年）
  - 第68話「吹けよ春風」（1968年）
- 怪獣王子（1967年 - 1968年、CX） - 久世空幕
- コメットさん 第73話「親孝行ってなんだい!」（1968年、TBS）
- 平四郎危機一発 第26話「脅迫者を追え」（1968年、TBS）
- 昔三九郎（1968年、NTV）
- 戦え! マイティジャック（1968年、CX）
  - 第4話「とられたものはとりかえせ!!」 - R2号
  - 第6話「マイティー号でぶちかませ！」 - Q2号
  - 第11話「消えた王女の謎を解け!!」 - R1号
  - 第23話「殺し屋レディをマークしろ！」
- 日本剣客伝 / 堀部安兵衛（1968年、NET）
- 仇討ち 第4話「敵討ち母子連れ」（1968年、TBS）
- ザ・ガードマン (TBS)
  - 第188話「空中強盗」（1968年）
  - 第326話「年上の妻の華やかな犯罪」（1971年）
- オレとシャム猫 第20話「道頓堀（トンボリ）のドラ猫がやって来た!」（1969年、TBS）
- 無用ノ介（1969年、NTV）
- 女殺し屋 花笠お竜（1969年 - 1970年、12ch）
- 鬼平犯科帳（八代目松本幸四郎版）第1シリーズ 第41話「白浪看板」（1970年、NET / 東宝）- 徳の市
- スペクトルマン（1971年 - 1972年、CX）- 加賀信吉[注釈 1]
- シークレット部隊（1972年、TBS）
  - 第2話「女がやった!ズッコケ自動車レース」
  - 第5話「子連れガンマン!阿蘇山に地獄を見た」
- 快傑ライオン丸（1972年 - 1973年、CX）
  - 第16話「忍びよる魔の手 怪人メレオンガ」 - 八郎太[注釈 2]
  - 第24話「ライオン飛行斬り対怪人トビムサシ」- ドクロ仮面
  - 第36話「折れた槍 怪人ハチガラガ」- 小猿
- 子連れ狼 第1シリーズ 第17話「雲龍風虎」（1973年、NTV）
- 流星人間ゾーン 第21話「無敵! ゴジラ大暴れ」（1973年、NTV）- ガロガバラン星人
- 荒野の用心棒（1973年、NET）
  - 第6話「鮮血は魔の谷を染めて…」
  - 第19話「女囚は残酷の沼に沈んで…」 - 元込めの善鬼
- 江戸を斬る 梓右近隠密帳 第5話「和蘭陀囃子の謎」（1973年、TBS）
- 大江戸捜査網 (12ch)
  - 第131話「火を招く狼の群」（1974年）
  - 第298話「お化け屋敷に消えた美女」（1977年）
  - 第305話「十手に賭けた同心悲哀」（1977年）
  - 第371話「笑いを売る謎の男」（1978年）
- 事件狩り 第7話「魔がさした若い二人」（1974年、TBS）
- 夜明けの刑事 (TBS)
  - 第3話「隣りの家の秘密」（1974年）
  - 第61話「死者への花は絶やさない!!」（1976年）
- バトルホーク 第8話「父と母に誓う」（1976年、12ch）- 楯正一郎
- 新・必殺仕置人 第17話「代役無用」（1977年、ABC）- 米八
- 気まぐれ本格派
  - 第1話「カッパの里帰り」
  - 第2話「兄貴の掌は熱かった」（1977年、NTV）
- 赤穂浪士 第2話「刃傷 松の大廊下」（1979年、ANB）- 富森助右衛門
- 探偵物語 第11話「鎖の街」（1979年、NTV）- 野瀬
- 江戸の牙 第4話「逆転! 八万両の行方」（1979年、ANB）
- 西部警察 第8話「拳銃シンジケート」（1979年、ANB）
- 鬼平犯科帳 （萬屋錦之介版）(ANB) - 小柳安五郎
  - 第1シリーズ（1980年）
  - 第2シリーズ（1981年）
- 新五捕物帳（NTV）
  - 第117話「情け深川祭り唄」（1980年）
  - 第167話「宿命に泣いた女」（1981年）
- 旅がらす事件帖 第4話「俺もお前もはぐれ鳥」（1980年、KTV）
- 長七郎天下ご免! 第70話「笛に情けの花が散る」（1981年、ANB）- 鉄造
- それからの武蔵（1981年、TX）- 青木粂右衛門
- 竜馬がゆく（1982年、TX）
- 柳生新陰流（1982年、TX）

## 作品

### テレビドラマ
- 忍者部隊月光（1964年 - 1966年、CX / 国際放映） - 殺陣
- 絢爛たる復讐（1969年、NET / 東映） - 擬斗
- 無用ノ介（1969年、NTV / 国際放映） - 殺陣
- 五番目の刑事（1969年 - 1970年、NET / 東映） - 擬斗
- 女殺し屋 花笠お竜（1969年 - 1970年、12ch / 国際放映） - 殺陣
- ターゲットメン（1971年 - 1972年、NET / 東映） - 擬斗[注釈 3]
- シークレット部隊（1972年、TBS / 大映テレビ室）- アクション指導[注釈 4]
- 快傑ライオン丸（1972年 - 1973年、CX / ピー・プロダクション） - 殺陣
- ダイヤモンド・アイ（1973年 - 1974年、NET / 東宝） - 殺陣[注釈 5]
- 電撃!! ストラダ5（1974年、NET / 日活） - 擬斗

### 映画
- ゴジラ対メガロ（1973年、東宝） - 殺陣[7]
- エスパイ（1974年、東宝） - 技斗[9]